# 山口健一郎
山口 健一郎（やまぐち けんいちろう1965年1月5日 - ）は日本の音楽プロデューサー、劇作家。作詞／作曲／編曲家。
通称・ヤマケン。奄美大島出身。血液型O型。

## 略歴
- 1965年（昭和40年）1月5日、奄美大島の龍郷村（現・龍郷町）赤尾木に生まれる。
- 名瀬市（現・奄美市）の信愛幼稚園、平田輝とは同窓生。
- 名瀬小学校の先輩に、沖縄から来たフィンガー5の玉元兄弟たちがいる。
- 東洋大学 Groovy Sounds Jazz Orchestra 1986年度バンドマスター。同期のコンサートマスターは米米クラブの下神竜也。
- 1987年、三遊亭あす歌（のちの三遊亭小円歌、現在の立花家橘之助）のベースでプロデビュー。以降アーティスト、歌手、タレントのコンサート、レコーディング、テレビ等をサポートする。
- 1997年、タップダンスショウ「Tap Your Troubles Away」（構成・山川啓介）にてベースを弾きながらタップを踊っているところを高平哲郎に見出される。
- 1999年、高平哲郎作・演出のミュージカル「上を向いて歩こう」（新橋演舞場。中山秀征、牧瀬里穂 ほか）にtap＆bassの「スーべ」役で出演。この作品では役のほかに、オケでも演奏。音楽監督は宮川彬良であった。以降、劇団四季や東宝などのグランドミュージカルのオケに参加することになる。
- 2002年、音楽劇「ラッキーカムカム　ミルクホールの二人」で脚本家デビュー。
- 2011年、あまみエフエム「ヤマケンのThe show must go on !」[1]放送開始。
- 2012年「ヘルパーズ！〜あなたがいる風景〜」を観賞していた小山内美江子から作家協会への参加を勧められるも固辞。理由は不明。
- 2023年より奄美民謡大賞[2]審査委員。

## 原作／脚本／作詞／作曲／音楽監督作品
- ザ・デイサービス・ショウ〜 It’s Only Rock’n’Roll〜[3]（明治座／全国ツアー、2015年〜2019年）
- ミュージカル・ヘルパーズ! 〜あなたがいる風景〜[4]（新国立劇場／全国ツアー、2008年〜2013年）
- 満月のひよこ隊長（2010年）
- はじめまして〜記憶のない想い出たち〜（2009年）
- 神無月な感じ（2007年）
- つゆのあとさきに（2007年）
- 小千谷の白い雪（2005年）
- 小春日和（2004年）
- あなたがいた夏の日（2004年）
- 小千谷の森の月（2004年）
- ラッキーカムカム〜ミルクホールの二人（2002年、2004年）

　他

## 音楽監督作品
- 松本零士と毛利衛の宇宙ロマン展〜火星への旅（日本科学未来館）
- ミュージカル・ホップステップタップ!（全国ツアー）
- ミュージカル私は私（博品館劇場）
- Tap Your Troubles Away（青山スパイラルホール）
- 歌魂[5]（名古屋中日劇場）
- 伊勢志摩ジュニアサミット
- 奄美市合併10周年記念イベント
- 名瀬市制50周年イベント

全国自治体、各種企業のイベント多数

## その他の参加作品
- 夢から醒めた夢（劇団四季・四季劇場）
- ユタと不思議な仲間たち（劇団四季・四季劇場）
- マンマ・ミーア!（劇団四季・四季劇場）
- プリシラ（東宝・日生劇場）
- ヴェローナの二紳士（東宝・日生劇場／他）
- 上を向いて歩こう（松竹・新橋演舞場）
- IN THE HEIGHTS（赤坂ACTシアター／他）
- IN THE HEIGHTS 2024[6]（銀河劇場／他）
- ジャングル大帝[7]（Brillia HALL）
- ジャングル大帝レオ編（よみうりホール／他）
- ジャングル大帝ルネ＆ルッキオ編（よみうりホール／他）
- NOW.HERE.THIS.[8]（博品館劇場）
- Shoes On!（俳優座劇場）
- Shoes On! 4（博品館劇場／他）
- Back on stage !（下北沢GARDEN）
- THE GUEST SHOW（博品館劇場）
- 和太鼓集団『ZI-PANG』（さいたまスーパーアリーナ）

　他

## テレビ
- 土曜スタジオパーク（NHK）
- 健康エッセー（NHK）
- 団塊スタイル（Eテレ）
- ユタと不思議な仲間たち（Eテレ）
- さんまのHappy X’mas（日本テレビ）
- ニュースプラスワン（日本テレビ）
- m・m・m!（日本テレビ）
- 24時間テレビ・愛は地球を救う（日本テレビ）
- 徹子の部屋コンサート（テレビ朝日）
- ドラマ六本木スキャンダル（テレビ朝日）
- 時代が選んだNO1永遠の名曲歌謡祭（テレビ朝日）
- サワコの朝（TBS）
- 旅・わくわく（TBS）
- 東京音楽祭（TBS）
- モーニングEye（TBS）
- 金曜テレビの星（TBS）
- THE話THE話（TBS）
- 最高ブギウギナイト！（テレビ東京 ）
- 爆笑そっくりものまね紅白歌合戦（フジテレビ）
- 夜のヒットスタジオ・R&N（フジテレビ）
- クイズミリオネア（フジテレビ）
- 公園通りで会いましょう（NHK BS）
- 想い出のメロディプロローグ（NHK BS）
- 小倉智昭・住吉美紀のミュージックヤワー（BS朝日）
- 徹子の部屋コンサート（BS朝日）
- music-tide（BS - I ）
- サウンド・イン”S"（BS - TBS ）
- あなたの歌謡リクエスト（BSフジ）
- ミドリのドレミドリ（BSフジ）
- 武田鉄矢の昭和は輝いていた（BSジャパン）
- ミッツマングローブの歌声デート（スカパー）

　他

## ラジオ
- ヤマケンのThe show must go on!（あまみエフエム ディ! ウェイヴ）[9]2011年7月1日〜現在

## CD/楽曲提供
- アルバム『Shimauta Bass 2』[10]山口”ヤマケン”健一郎 feat.RIKKI with JURI
  - 朝花（編曲）
  - 塩道長浜（編曲）
  - 長雲（編曲）
  - 野茶坊（編曲）
  - 糸くり（編曲）
- ソロアルバム『Shimauta Bass』[11]山口健一郎
  - 豊年節（編曲）
  - 稲すり節〜いきゅんにゃ加那（編曲）
  - むちゃ加那（編曲）
  - かんつめ（編曲）
  - イトゥ（編曲）
- アルバム『ホップ・ステップ・ダンス』きよこ
  - High Five!（作曲・編曲）
  - トレジャーハンター（作曲・編曲）
  - ちょうとかえる（作曲・編曲）
- 『おじょうさま』HASE-T
- 『OFF WE GO』高木完
- 『XXX Japan』脱線3
- 『ザ・デイサービスショウのテーマ』（作詞・作曲・編曲）
- 『誰かがあなたを愛しているから』（作詞・作曲・編曲）
  - 中尾ミエ・正司花江・尾藤イサオ・モト冬樹・光枝明彦・初風諄・tohko・土屋シオン
- 『No Time At All あっという間に』（編曲）中尾ミエ
- 『誰かがあなたを愛しているから』（作詞・作曲・編曲）中尾ミエ
- 『私は私』（作曲）中尾ミエ
- 『可愛いBa〜Ba』（編曲）中尾ミエ
- アルバム『団塊娘』中尾ミエ 
  - 春よ、来い（編曲）
  - 夜空ノムコウ（編曲）
  - EVERYTHING（編曲）
  - 千の風になって（編曲）
  - なごり雪（編曲）
  - ハナミズキ（編曲）
  - 涙そうそう（編曲）
  - 瞳をとじて（編曲）
  - オリビアを聴きながら（編曲）
- アルバム『smile 01』中尾ミエ 
  - 夢見るシャンソン人形（編曲）
  - Be My Baby（編曲）
  - For Once In My Life（編曲）
  - The Song Is You（編曲）
- アルバム『すれちがい』中尾ミエ 
  - 許されない愛（編曲）
  - 君をのせて（編曲）
  - 愛のフィナーレ（編曲）
- アルバム『R50'S 本命 ダイナミック歌謡』
  - 許されない愛（編曲）
- 夢の紙飛行機（作曲・編曲）根木靖夫
- きみだーれ? （作曲・編曲）根木靖夫
- きみだーれ? （作曲・編曲）かんなみまどか
- プレゼント　（作曲・編曲）根木靖夫
- 男星　　　　（作曲・編曲）益子卓郎
- なごみちゃんのテーマ（作曲・編曲）JAなごや
- なごみちゃんのテーマ・振り込め詐欺防止編（作曲・編曲）JAなごや
- あおみっ子の歌（作曲・編曲）JAあいち

　他

## 音楽監督
- 三人娘バンド（伊東ゆかり・中尾ミエ・園まり）／バンドマスター（2009〜現在）
- モト冬樹バンド／バンドマスター（2003〜現在）
- 中尾ミエバンド／バンドマスター（1996〜現在）

　他

## サポート／レコーディング
- 朝崎郁恵・青山孝・天地総子・杏里・伊東ゆかり・井上順・井上由美子・Eve・大島花子・華原朋美・川平慈英・かまやつひろし・加山雄三・北原ミレイ・北村岳子・きよこ・草野仁・工藤あやの・九重佑三子・小錦八十吉・今陽子・坂本冬美・砂川啓介・五月みどり・ジェリー藤尾・正司花江・シルヴィア・千昌夫・園まり・高木完・貴水博之・舘ひろし・立花家橘之助・田辺靖雄・つのだ☆ひろ・Tohko・友近・中尾ミエ・中山秀征・錦織健・にしきのあきら・西島三重子・乃木涼介・野口五郎・橋幸夫・初風諄・パパイヤ鈴木・日浦孝則・氷川きよし・ビジーフォー・尾藤イサオ・布施明・舟木一夫・堀江美都子・本間憲一・前川清・松尾伴内・松本明子・松山恵子・マリーン・水夏希・水木一郎・三田明・光枝明彦・モト冬樹・森川由加里・森山未來・もんたよしのり・矢尾一樹・八代亜紀・安岡力也・山崎イサオ・山田優・山本コウタロー・山本リンダ・U字工事・RIKKI・ROLLY・和田アキ子

　他

## その他
野呂圭介の親戚。